# Hovås

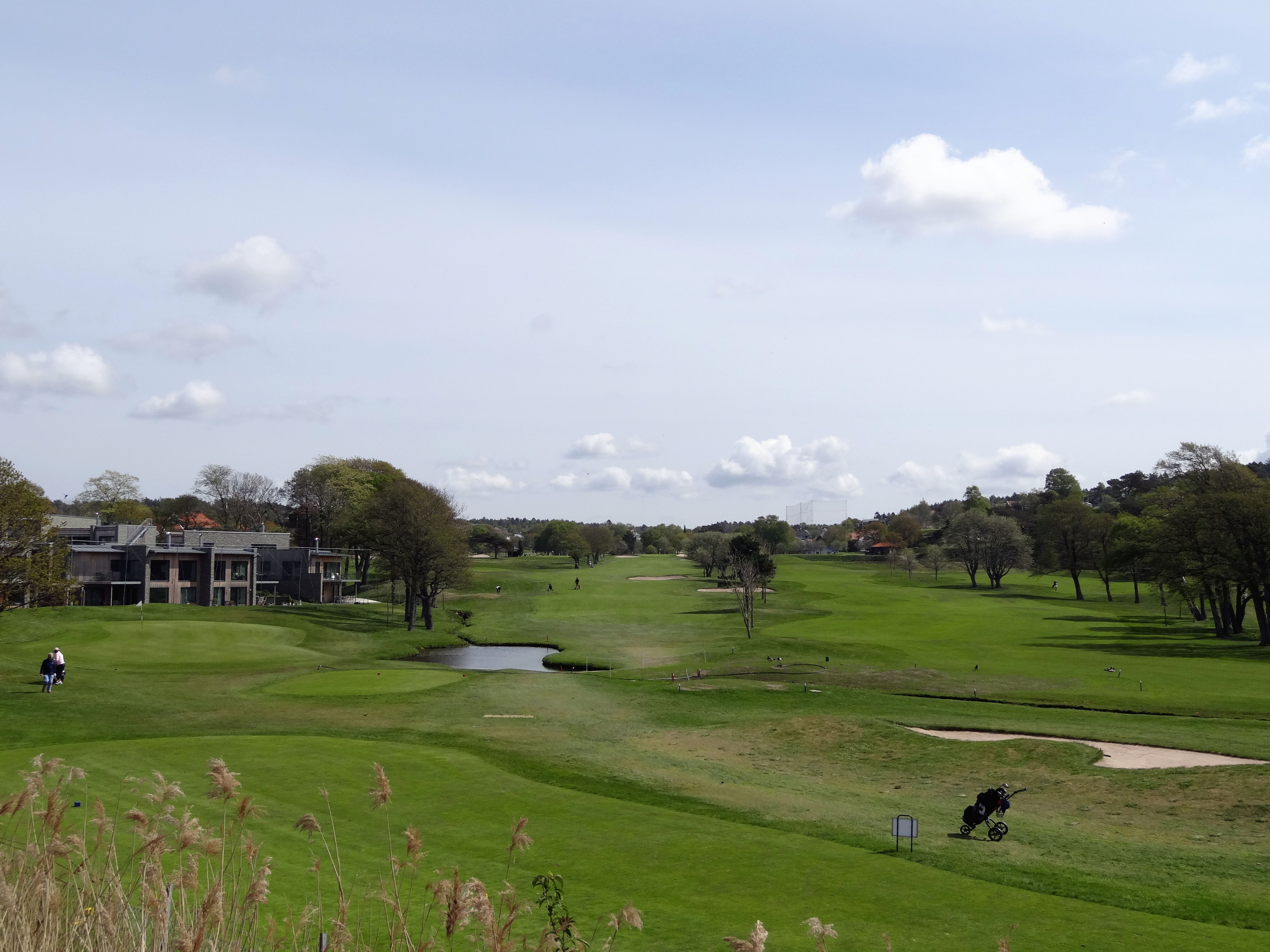
Göteborgs GK i Hovås.

Hovås är ett primärområde i stadsområde Sydväst i Göteborgs kommun. Hovås består i sin tur av områden som Hovås, Ryet, Brottkärr, Skalldalen, och Lyckhem.

## Ortnamnet
Namnet Hovås, byn kallades även Klåvan vid Hovåsen, förekommer redan 1550 i formen Hoffuås, Hofåås 1603, Högåhs 1771 och Hogås 1816. Klåva anses betyda klyfta vilket skulle syfta på en dalgång. Förleden Hov- anses komma av höv (av hævia) med innebörden lyfta, och skulle då betyda åsen som höjer sig (i sin helhet eller på vissa ställen), åsen med kullarna på.

## Historik
Hovås var länge en lantligt trakt. Först med den moderna tidens kommunikationer kunde det utvecklas till ett förortsområde till Göteborg.

### Villastad
AB Hofås Villastad grundades 1906 av grosshandlaren August Mattsson. Mattson var far till arkitekten Arvid Bjerke (1880-1950), som har ritat några villor i området. Säröbanans dragning gjorde området lämpligt för bildandet av en villastad.

### Kommunal tillhörighet
Hovås var aldrig en egen kommun. Orten låg i Askims landskommun tills den införlivades med Göteborgs stad den 1 januari 1974.

## Belägenhet
Hovås ligger nära havet och området genomkorsas av länsväg 158. I Hovås båthamn finns en sjöräddningsstation tillhörande Sjöräddningssällskapet samt Hovås Hamnförening. I Hovås finns även Sveriges äldsta fortfarande verksamma golfklubb: Göteborgs GK, grundad 1902.

## Nyckeltal

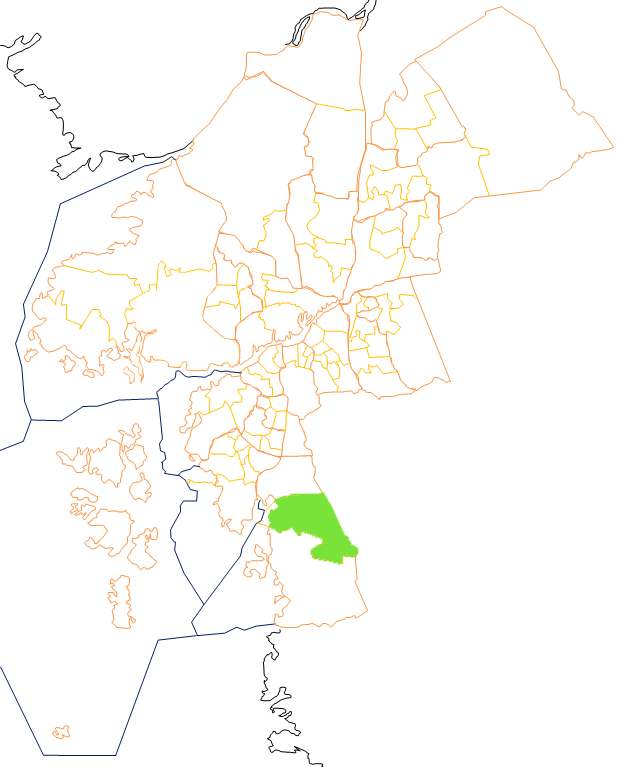
Hovås

Nyckeltalen redovisar statistik som beskriver Göteborg och dess 96 delområden, primärområden, per den 31 december och kan användas för att jämföra de olika områdena. Nedan redovisas uppgifter för primärområdet och jämförelse görs mot uppgifterna för hela kommunen.
|                                                           | Hovås      | Hela Göteborg |
| --------------------------------------------------------- | ---------- | ------------- |
| Folkmängd                                                 | 3 436      | 587 549       |
| Befolkningsförändring 2020–2021                           | +27        | +4 493        |
| Andel födda i utlandet                                    | 13,7 %     | 28,3 %        |
| Andel utrikes födda eller med två utrikes födda föräldrar | 17,5 %     | 38,1 %        |
| Medelinkomst                                              | 626 100 kr | 332 400 kr    |
| Arbetslöshet                                              | 2,2 %      | 6,6 %         |
| Antal ersatta dagar från F-kassan per person (16-64 år)   | 7,8        | 19,5          |
| Andel med eftergymnasial utbildning (minst 3 år)          | 56,1 %     | 37,9 %        |
| Andel bostäder byggda 2001–2010                           | 17,1 %     |               |
| Andel bostäder i allmännyttan                             | 0,0 %      | 25,9 %        |
| Antal färdigställda bostäder 2021                         | 7          |               |
| Andel bostäder i småhus                                   | 91,0 %     | 18,3 %        |

## Stadsområdes- och stadsdelsnämndstillhörighet
Primärområdet tillhörde fram till årsskiftet 2020/2021 stadsdelsnämndsområdet Askim-Frölunda-Högsbo och ingår sedan den 1 januari 2021 i stadsområde Sydväst.